# Galecyon
Genre
Galecyon est un genre fossile de mammifères de la famille des Hyaenodontidae. Ces espèces, endémiques de l'Amérique du Nord, ont vécu lors de l'Éocène.

## Liste d'espèces
Selon (en) Paleobiology Database (20 juillet 2019) :
- Galecyon chronius Zack, 2011
- Galecyon gallus Solé et al., 2013
- Galecyon mordax  Matthew & Granger, 1915 - espèce type
- Galecyon morloi Smith & Smith, 2001
- Galecyon peregrinus Zack, 2011

## Étymologie
Le genre Galecyon, de gale dérivé du grec ancien γαλῆ, galê, « putois » (polecat en anglais), et cyon du grec ancien κύων, kuon, « chien », a été choisi en référence au lieu de découverte à l'ouest de la Polecat Bench Formation (en).

## Publication originale
- (en) (en) Philip D. Gingerich et Harvey A. Deutsch, « Systematics and Evolution of Early Eocene Hyaenodontidae (Mammalia, Creodonta) in the Clarks Fork Basin, Wyoming », Contributions from the Museum of Paleontology, Ann Arbor, vol. 27, no 13,‎ 30 novembre 1989, p. 327-391 (ISSN 0097-3556 et 2771-2192, lire en ligne).